# 寺田拓哉
寺田拓哉（日语：／ Terada Takuya, 1992年3月18日—），日籍在韓發展男演員、模特兒，曾是男子音樂團體CROSS GENE的日本成員。

## 人物
- JUNON SUPER BOY最終審查時表演了福山雅治的第21張單曲milk tea/美しき花。
- 身高188公分。

## 經歷
- 2008年11月24日，第21屆JUNON SUPER BOY比賽中獲得評分委會特別獎。
- 2010年11月，前往韓國受訓。
- 隨團體出道前，已個人出道，在日本從事模特兒和演員的工作並參演韓國綜藝節目。
- 2012年6月，隨CROSS GENE在韓國出道。
- 2014年12月4日，荣获2014年第4届韩国韩流大奖“国际交流奖”[1]。
- 2017年11月14日，傳遞2018年平昌冬奧之聖火（第57號跑者）[2]。
- 2018年12月10日，官方宣布約滿不續約並離隊[3]。
- 2019年1月起，以個人名義從事演藝活動。

## 作品

### 戲劇
| 年份 | 電視台／頻道 | 作品名稱      | 角色     | 性質     |
| 2011 | MBS          | 《SIGN》      | 茨木飛   | 主要演員 |
| 2012 | MBS          | 《RUN60》     | 楠野孝雄 | 主要演員 |
| 2015 | Mnet         | 《The Lover》 | 拓哉     | 主要演員 |
| 2018 | 爱奇艺       | 《同颜小姐》  | 合田武志 | 主要演員 |

### 電影
| 年份 | 電影名稱               | 角色       | 性質  |
| 2012 | 《沉溺爱歌》           | 鬼龍院留依 | 配角  |
| 2012 | 《RUN60—Game Over—》   | 楠野孝雄   | 主演  |
| 2014 | 《ZEDD》               | Xi         | 主演  |
| 2016 | 《全員單戀》單戀螺旋篇 | 肇         | 配角  |
| 2024 | 《大峙洞绯闻》         | 道夫       | [ 5 ] |

### 企划
| 年份 | 企划名称             | 角色                 |  |
| 2021 | Station Idol LATCH！ | 新大久保 駅 百瀬志生 |  |

### 舞臺劇與音樂劇
| 年份   | 劇名                                          | 角色     |
| 2010年 | 君の席は、僕の席                              | 合田秀樹 |
| 2010年 | BLACK & WHITE 恶魔的天使 天使的恶魔           | 天使     |
| 2016年 | 黑執事 - Noah's Ark Circus                    | Agni     |
| 2017年 | ALTAR BOYZ                                    | Abraham  |
| 2018年 | 私のホストちゃんREBORN ～绝唱！大阪ミナミ编～ | 愛夜香   |
| 2018年 | ALTAR BOYZ                                    | Abraham  |

### 音樂
所屬團體之共同作品，請參閱 CROSS GENE

### 綜藝節目
| 播出日期                   | 電視台    | 節目名稱                   | 集數             | 備注                 |
| -------------------------- | --------- | -------------------------- | ---------------- | -------------------- |
| 2014年7月7日—2015年6月29日 | JTBC      | 《非首脑会谈》             | E1–E52、E100-101 | 固定成員（日本代表） |
| 2016年1月30日—4月2日       | OGN       | 《征服者》                 | 第一季           | 主持                 |
| 2016年6月26日—8月28日      | OGN       | 《征服者》                 | 第二季           | 主持                 |
| 2017年12月29日             | Channel J | 《Takuya's Tokyo Express》 | E1–E5            | 主持                 |

## 其他作品或活動

### 音樂節目主持
| 播出日期                   | 電視臺       | 節目名稱             | 備註                                                        |
| 2015年4月3日—2016年4月22日 | MUSIC ON! TV | 《韓ON! FIGHTING!!》 | 與滑川康男（2015年4月～6月） 與SHIN（2015年7月～2016年4月） |

### 音樂錄影帶 (MV)
| 年份   | MV                     | 歌手                     | 官方影片                      |
| 2014年 | 《Erase》              | 孝琳(Sistar) & Joo Young | YouTube上的Erase              |
| 2019年 | 《You Can Rely On Me》 | VROMANCE                 | YouTube上的You Can Rely On Me |

## 獎項
| 年份           | 頒獎典禮                      | 獎項       | 結果 |
| 2008年11月24日 | 第21届JUNON SUPER BOY Contest | 評審特別獎 | 獲獎 |
| 2014年12月4日  | 第4届韩国韩流大奖             | 国际交流奖 | 獲獎 |

## 外部連結
- Amuse官網寺田拓哉介紹 （页面存档备份，存于）
- 寺田拓哉在互联网电影资料库（IMDb）上的資料（英文）
- 寺田拓哉的Instagram帳戶
- YouTube上的寺田拓哉頻道